# Harold E. Shear

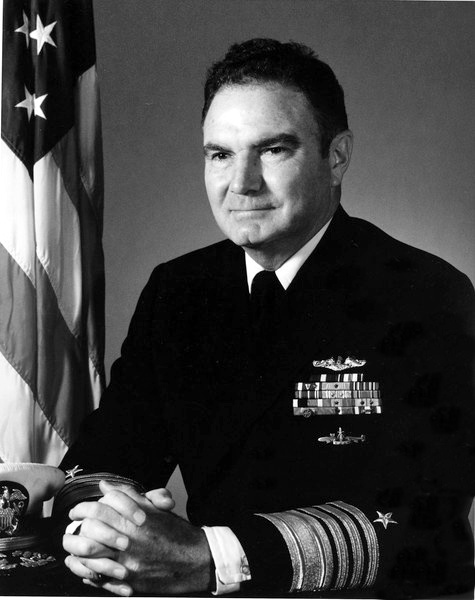
Admiral Harold E. Shear

Harold Edson Shear (* 6. Dezember 1918 in New York City; † 1. Februar 1999 in Groton, Connecticut) war ein US-amerikanischer Admiral, der zwischen 1974 und 1975 Oberbefehlshaber der US Naval Forces Europe, von 1975 bis 1977 Vice Chief of Naval Operations sowie zwischen 1977 und 1980 Oberkommandierender der Allied Forces Southern Europe (AFSOUTH) der NATO war.
Während der Amtszeit von US-Präsident Ronald Reagan fungierte er zwischen 1981 und 1985 als ziviler Administrator der US Maritime Administration.

## Leben

### Militärische Ausbildung und Zweiter Weltkrieg
Harold E. Shear, dessen Vater sechs Wochen vor seiner Geburt an den Folgen einer Influenza verstarb, wuchs bei seinem Stiefvater auf Shelter Island auf, der Eigentümer eines Fischfangschiffes war. Nach dem Besuch der High School begann er 1938 seine militärische Ausbildung an der US Naval Academy in Annapolis, die er Januar 1942 als Leutnant zur See nach dem Eintritt der USA in den Zweiten Weltkrieg nach dem Angriff auf Pearl Harbor am 7. Dezember 1941 durch die Kaiserlich Japanischen Marineluftstreitkräfte vorzeitig abschloss.
Danach fand er Verwendung als Offizier auf dem zur Benham-Klasse gehörenden Zerstörer USS Stack und nahm an Kampfhandlungen im Atlantik und Pazifik teil. Nach dem Besuch der U-Boot-Schule Anfang 1944 diente er zuletzt während des Zweiten Weltkrieges als Kapitänleutnant und Tauchoffizier auf der USS Sawfish, ein U-Boot der Gato-Klasse. Während der achten Patrouillenfahrt der USS Sawfish vom 9. September bis zum 8. November 1944 in von der Kaiserlich Japanischen Marine kontrollierten Gewässern trug er in dieser Funktion zur Versenkung von zwei Schiffen mit einer Gesamttonnage von 17.000 Registertonnen sowie der Beschädigung von weiteren Schiffen mit einer Tonnage von mehr als 10.000 Registertonnen bei. Hierfür wurde er zum Korvettenkapitän befördert und mit einem Silver Star ausgezeichnet. Er nahm bis zum Kriegsende an weiteren Kampfhandlungen im Pazifikkrieg teil.

### Nachkriegszeit und erstes Schiffskommando

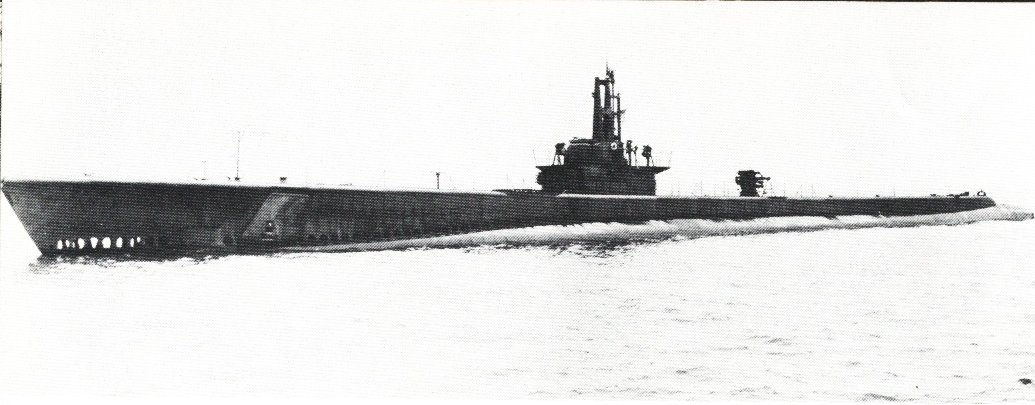
Sein erstes Kommando über ein Schiff übernahm Shear 1952 als Kommandant des zur Balao-Klasse gehörenden U-Boot Becuna

Nach Kriegsende versah Shear zunächst Dienst im U-Boot-Verwaltungskommando (Submarine Administrative Command) in San Francisco und anschließend als Erster Offizier (Executive Officer) auf dem zur Balao-Klasse gehörenden U-Boot USS Becuna, ehe er Offizier im Stab des Kommandeurs der U-Boot-Verbände im Pazifikraum (ComSubPac) wurde. Nach einer Verwendung im Marinepersonalamt (Bureau of Naval Personnel) diente er Anfang der 1950er Jahre als Erster Offizier auf dem zur Tang-Klasse gehörenden U-Boot USS Trigger, das unter dem Kommando von Edward L. Beach stand.
Im Anschluss kehrte Shear 1952 als Kommandant (Commanding Officer) zur USS Becuna zurück und verblieb bis 1954 auf diesem Posten. Nach einem Lehrgang am Armed Forces Staff College in Norfolk 1954 fand er Verwendung in der Abteilung für strategische Planungen OP-60 (Strategic Plans Division) im Büro des Chief of Naval Operations und nahm während dieser Zeit 1956 Kriegsspielen mit Kernwaffen teil, ehe er Offizier im Stab des Kommandeurs des 2. U-Boot-Geschwaders (Submarine Squadron Two) wurde.

### Das Polaris-Projekt und Flaggoffizier

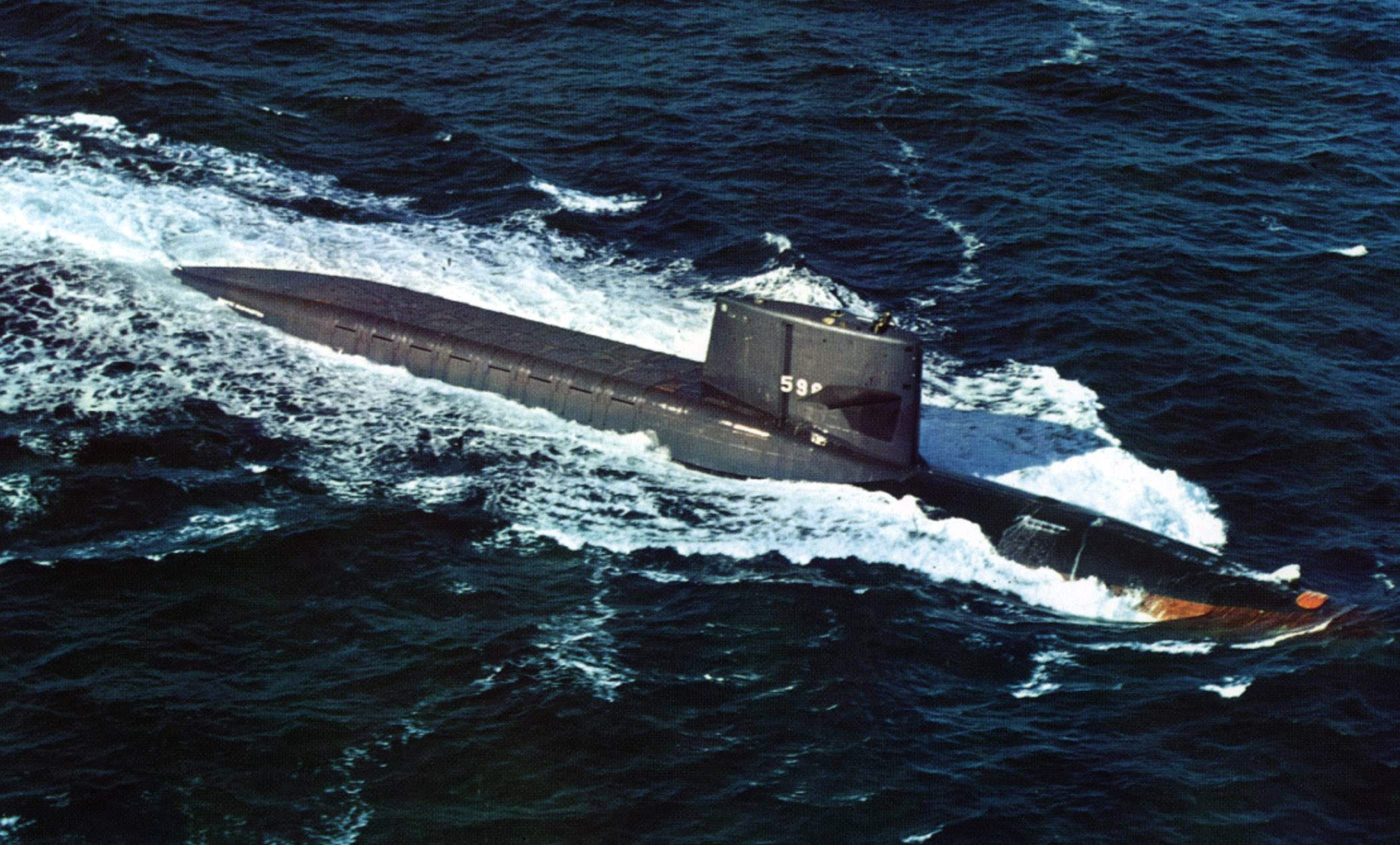
1959 wurde Shear Kommandant den nukleargetriebenen U-Bootes Patrick Henry

Nachdem Shear eine Fortbildung für das Atomenergieprogramm der US Navy absolviert hatte, wurde er Anfang 1959 Kommandant der Patrick Henry, ein zur George-Washington-Klasse gehörendes nukleargetriebenes U-Booten mit ballistischen Raketen. Er war Kommandant der sogenannten „blauen Mannschaft“ (Blue Crew), die mit der von Robert L. J. Long kommandierten „goldenen Mannschaft“ (Gold Crew) alternierend das Personal für die Patrick Henry stellte, was bei den Atom-U-Booten üblich war, um die Unterwassereinsätze dieser Einheiten zu erhöhen. Für ein erstes erfolgreich verlaufendes Testschießen vor der Küste von Rhode Island wurde er 1960 von US-Präsident Dwight D. Eisenhower empfangen.
Nach Beendigung seines Kommandos auf der USS Patrick Henry 1962 wurde Shear Offizier im Stab des Oberkommandierenden der US-Atlantikflotte und befasste sich in dieser Verwendung mit dem UGM-27 Polaris-Projekt, in dessen Rahmen strategische Mittelstreckenraketen von Raketen-U-Booten (SSBN) aus abgefeuert werden konnten, also 'Submarine-launched ballistic missiles' (SLBM) waren. 1964 war er Absolvent des National War College (NWC) in Fort Lesley J. McNair, Washington, D.C. und wurde im Anschluss 1965 Kommandant der USS Sacramento, ein schnelles kriegseinsatzunterstützendes Versorgungsschiff der gleichnamigen Sacramento-Klasse.
1967 wurde Shear zum Konteradmiral befördert und fungierte zunächst zwischen 1967 und 1969 als Leiter der US-Marinemission in Brasilien sowie im Anschluss von 1969 bis 1971 als Leiter der Abteilung für U-Boot-Kriegführung OP-31 (Submarine Warfare Division) im Büro des Chief of Naval Operations. Auch nach seiner Beförderung zum Vizeadmiral 1971 blieb Shear im Büro des Chief of Naval Operations und bekleidete dort bis 1974 die Funktion als Leiter der Abteilung für U-Jagd-Kriegsführung und Taktische Elektromagnetische Programme OP-095 (Antisubmarine Warfare and Tactical Electromagnetic Programs Division). Für seine Leistungen in dieser Funktion wurde er im Dezember 1972 mit der Navy Distinguished Service Medal ausgezeichnet.

### Admiral der US Navy
Im Mai 1974 wurde Shear zum Admiral befördert und übernahm als Nachfolger von Admiral Worth H. Bagley den Posten als Oberbefehlshaber der US Naval Forces Europe und war zusätzlich auch Befehlshaber der US-Streitkräfte für den Ostatlantikraum (US Commander Eastern Atlantic). Diesen Posten bekleidete er ein Jahr lang bis Mai 1975 und wurde dann von Admiral David H. Bagley abgelöst, dem älteren Bruder von Admiral Worth H. Bagley.
Admiral Shear selbst übernahm stattdessen im Mai 1975 abermals als Nachfolger von Admiral Worth H. Bagley die Funktion als Vice Chief of Naval Operations und bekleidete damit nach dem Chief of Naval Operations die zweithöchste Funktion innerhalb der Führung der US Navy. Dieses Amt übte er bis Juli 1977 aus und wurde daraufhin von Admiral Robert L. J. Long abgelöst. Aufgrund seiner Verdienste in dieser Funktion wurde er erneut mit der Navy Distinguished Service Medal geehrt.
Shear wurde danach im Juli 1977 Oberkommandierender der Alliierten Streitkräfte der NATO in Südeuropa AFSOUTH (Allied Forces Southern Europe) und übte dieses Amt bis zu seinem Eintritt in den Ruhestand im März 1980 aus. Er war damit dem NATO-Oberbefehlshaber in Europa (Supreme Allied Commander Europe) unterstellt und verantwortlich für die NATO-Truppen in Portugal, Italien, Griechenland und der Türkei, wobei er die südliche Flanke der NATO aufgrund der innerstaatlichen und zwischenstaatliche Probleme in Griechenland und der Türkei Ende der 1970er Jahre gefährdet sah. Für die Verdienste in dieser Funktion wurde ihm die Defense Distinguished Service Medal verliehen.

### Administrator der US Maritime Administration
Nach seinem Ausscheiden aus aktiven militärischen Dienst wechselte Shear in die Privatwirtschaft und war zwischen 1980 und 1981 Vizepräsident der Reederei Norton Lilly Co. Inc. in New York City.
Am 10. September 1981 wurde er von US-Präsident Ronald Reagan zum zivilen Administrator der US Maritime Administration (MARAD), eine Bundesbehörde im Geschäftsbereich des US-Verkehrsministeriums mit Sitz in Washington, D.C. Er trat dieses Amt offiziell am 19. Oktober 1981 an und verblieb auf diesem Posten bis zum 31. Mai 1985. Nachfolger wurde daraufhin John A. Gaughan. Er war unter anderem für die Handelsmarine, die Verkehrsinfrastruktur der Berufsschifffahrt sowie die Reserveflotte NDRF (National Defense Reserve Fleet) zuständig.
Im Anschluss an sein Ausscheiden aus dem Regierungsdienst engagierte sich Shear bei der Entwicklung des Submarine Force Library and Museum in Groton. Daneben widmete er sich der Organisation des auf Shelter Island gelegenen Naturschutzgebietes Mashomack Preserve, das von der Naturschutzorganisation The Nature Conservancy 1980 erworben wurde. Er war mehrere Jahre Mitglied sowie seit 1998 Vorsitzender des Verwaltungsrates des Mashomack Preserve.
Nach seinem Tod wurde Shear auf dem Nationalfriedhof Arlington beigesetzt.

## Auszeichnungen
- Defense Distinguished Service Medal
- Navy Distinguished Service Medal (2 x)
- Silver Star